# Knikkerterrorist
Knikkerterrorist is het derde album van de Belgische zanger Jan De Wilde uit 1976.

## Tracklist
1. Rijden op dermeus
2. Zigeuners
3. De goede nor
4. Rolstoel
5. Dode honddroom
6. Brugge
7. E. & E. de Vos
8. Oorlog
9. Jeanne en Louis of het einde van een mooie dag
10. Giechel
11. Knikkerterrorist
12. Morgen is het feest

## Meewerkende muzikanten
- Producer:
  - Frans Ieven
- Muzikanten:
  - Jan De Wilde (gitaar, banjo, doedelzak, mandoline, zang)
  - Jean Blaute (accordeon, gitaar, orgel, piano)
  - Cees De Jonghe (gitaar, mandoline)
  - Frans Ieven (basgitaar, piano)
  - Jean Luc Van Lommel (drums)